# CM Punk
Phillip Jack Brooks (26 d'octubre del 1978) conegut pel seu nom artístic CM Punk, és un lluitador estatunidenc marcials mixtes, escritor de còmics, i lluitador professional retirat, actualment treballant amb l'Ultimate Fighting Championship (UFC). Ha sigut per dues ocasions Campió de la WWE, amb un regnat de 434 dies (20 de novembre de 2011 - 27 de gener de 2013), el sisè més llarg de la història, y el més llard de la "Era Moderna".
El 2014, Punk va deixar la WWE.

## Retorn a la WWE
A finals de 2019 es confirma el seu retorn a l'empresa, no per sé lluitador però membre del Backstage de la WWE.